# Jack Ruby
Jack Leon Ruby, egentligen Jacob Leon Rubenstein, född 25 mars 1911 i Chicago i Illinois, död 3 januari 1967 i Dallas i Texas (i fängelse, av cancer), var en amerikansk nattklubbsägare som mördade Lee Harvey Oswald, John F. Kennedys misstänkte mördare.
Den 24 november 1963, då Lee Harvey Oswald skulle föras från Dallas polishögkvarter till statsfängelset, sköt Ruby honom med ett dödande skott på trettio centimeters avstånd. Dådet bevittnades av mer än 10 miljoner TV-tittare i direktsändning från NBC. Ruby övermannades och arresterades omgående. Den 14 mars 1964 befanns han skyldig till mordet på Lee Harvey Oswald och dömdes till döden. Ruby avled i fängelset den 3 januari 1967, innan domen hann verkställas.
Ruby var tidigare känd av polisen. Han arresterades två gånger för olaga vapeninnehav och hade flera gånger arresterats för slagsmål. I inga av dessa fall blev han dömd för brott. Han hade även varit inblandad i bedrägeri med spritlicenser, olagligt roulettespel och prostitution. Ruby hade kopplingar till maffian och det har förekommit spekulationer om att Ruby mördade Oswald på uppdrag av maffian. 
Konkreta bevis för detta saknas emellertid och Warrenkommissionen drog slutsatsen att Ruby inte hade några kopplingar till organiserad brottslighet. Han betraktade sig som personlig vän till flera poliser i Dallas och tycktes ha ett stort intresse för polisens arbete. Ruby uppgav själv för polisen att han skjutit Oswald för att skona John F. Kennedys änka Jacqueline från att behöva genomgå Oswalds planerade rättegång; en förklaring som han vidhöll under återstoden av sitt liv.

## Bilder

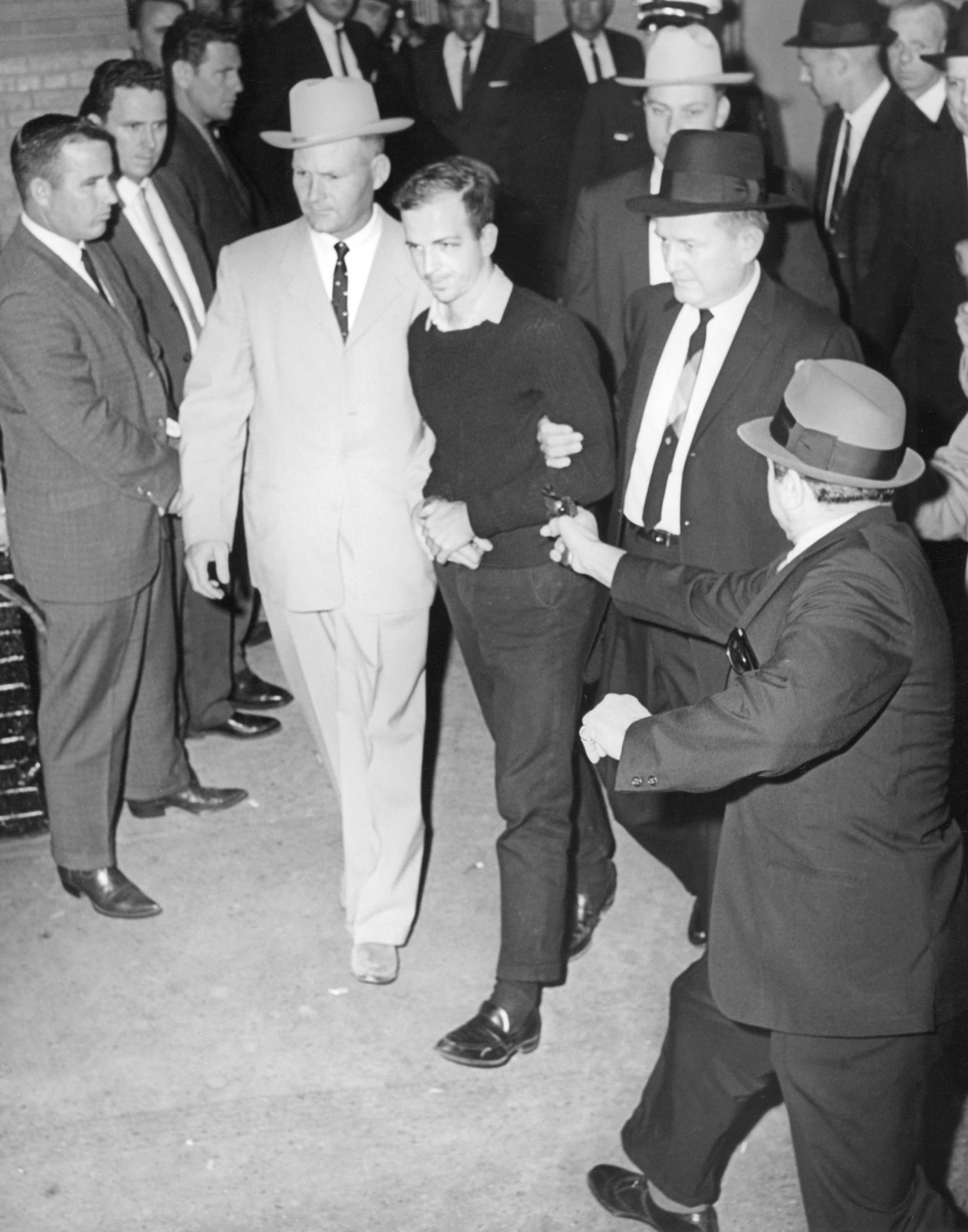
Ira Jeffersons bild på mordet på Lee Harvey Oswald, den 24 november 1963. Mannen i beige kostym är polisman Jim Leavelle.
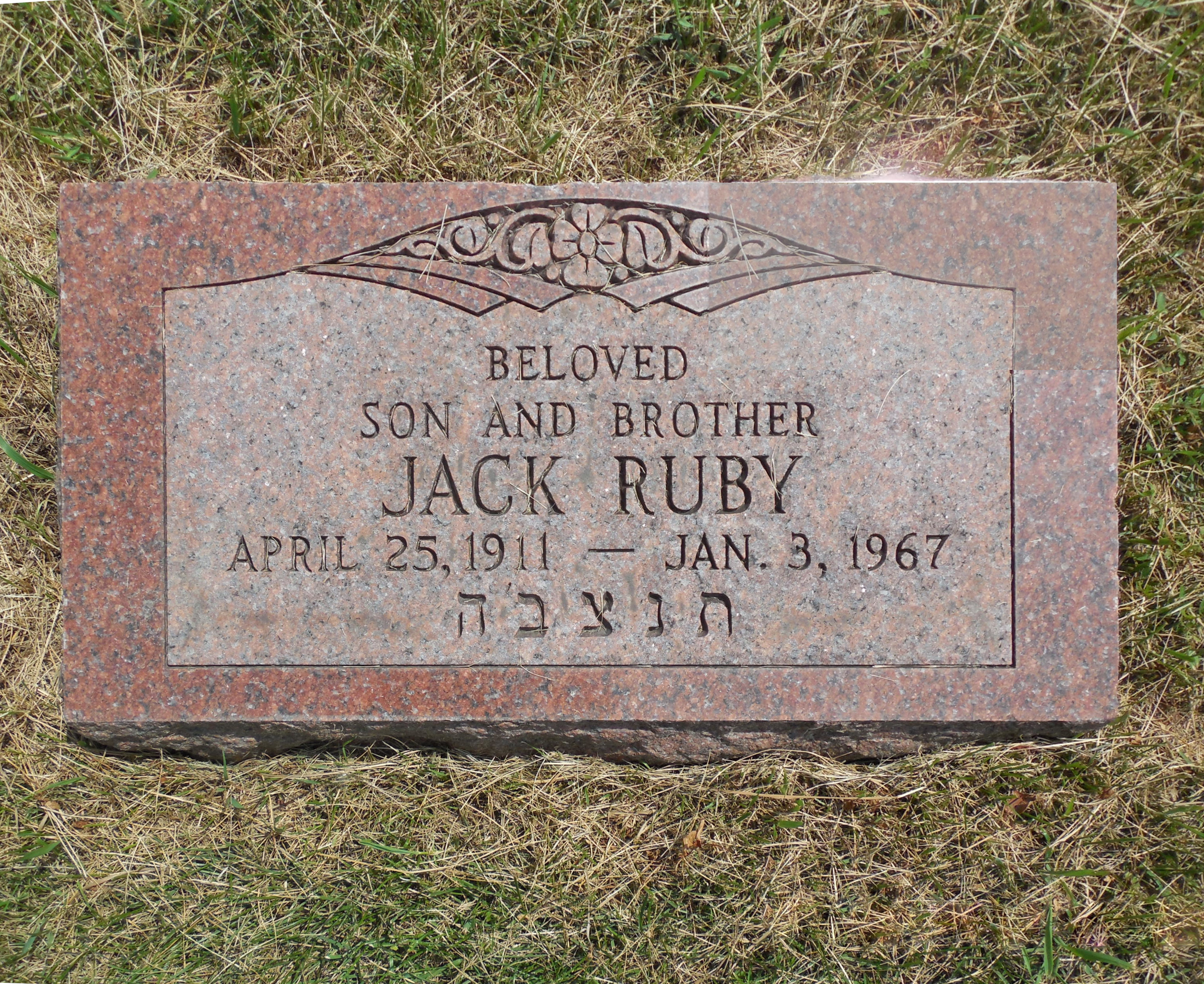
Jack Rubys grav.
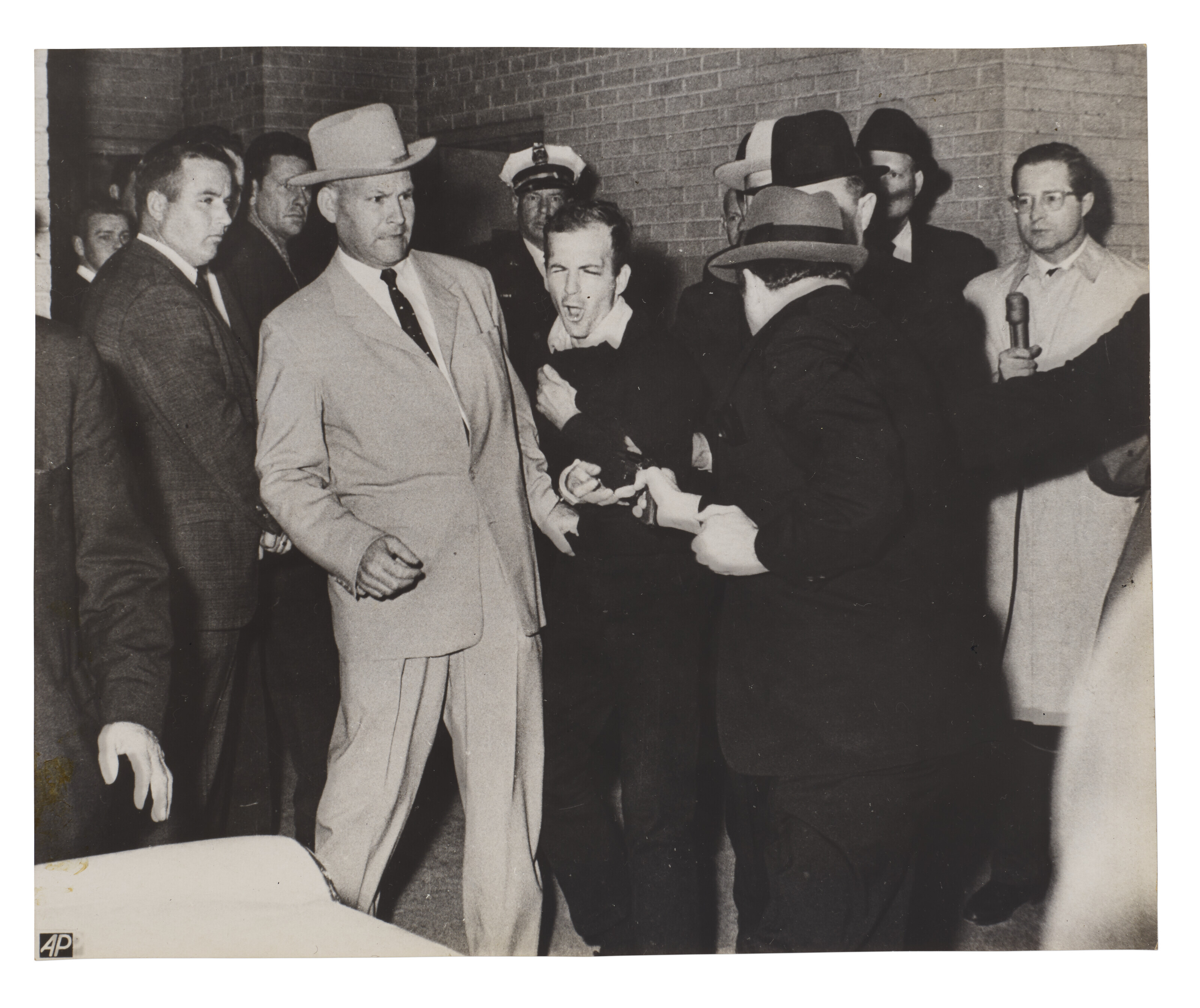
Robert H. Jacksons Pulitzer Prize-vinnande bild av Jack Ruby som skjuter Lee Harvey Oswald.